# Masters Doubles WCT 1973
Il Masters Doubles WCT 1973 è stato un torneo di tennis giocato sul sintetico indoor. È stata la 1ª edizione del Masters Doubles WCT, che fa parte del World Championship Tennis 1973. Il torneo si è giocato a Montréal in Canada, dal 3 al 7 maggio 1973.

## Campioni

### Doppio maschile
Robert Lutz /  Stan Smith hanno battuto in finale  Tom Okker /  Marty Riessen con il punteggio di 6–2, 7–6(1), 6–0